# Matyáš Hutský
Matyáš Hutský, také Matěj Hutský (1546 Křivoklátsko – 1599 Praha), byl český iluminátor a malíř miniatur. Maloval i obrazy větších rozměrů, které se však nedochovaly. Byl dvorním malířem arcivévody Ferdinanda II. Tyrolského.

## Životopis
Narodil se v rodině mlynáře, jehož mlýn stával na Rakovnickém potoce poblíž jeho soutoku s Berounkou. V těch místech stávala huť na tavení kovů, jež v roce 1551 shořela, zatímco renesanční mlýn zůstal zachován. V té době na hradě Křivoklátu sídlil arcivévoda Ferdinand II. Tyrolský (1529–1595), který byl od roku 1548 královským místodržícím v Čechách a který v roce 1563 vyslal Hutského do Tyrol na učení k malíři Francescu Terziovi (1523?–1591).
S arcivévodovým souhlasem se vrátil v roce 1568 do Prahy, ale arcivévodu zde již nezastihl, neboť ten v roce 1567 Čechy opustil a své sbírky převezl na zámek Ambras u Innsbrucku. Hutský v Praze začal pracovat jako miniaturista a v roce 1572 byl přijat i do pražského malířského cechu. V témže roce se oženil a v roce 1580 získal i právo pražského měšťana. Již jako představený malířského cechu (1594–1596) se zasloužil o vydání Rudolfova Privilegia, které povýšilo malířství na umění a současně rozšiřovalo výsady malířského bratrstva. V roce 1599 v Praze zemřel. Byl pohřben do rodinné hrobky v dnes již neexistujícím pražském kostele sv. Štěpána ve zdi.

## Umělecká tvorba
V průběhu 16. století pracoval jak pro katolíky, tak i pro utrakvisty. Za jeho první miniatury lze považovat tři výjevy ze svatováclavské legendy, které jsou součástí kodexu vytvořeného v roce 1571 na žádost českých stavů a zhotoveného v dílně Matouše Ornyse z Lindperka (1531–1600). Kodex byl darem pro císaře Maxmiliána II. Habsburského. Náměty pro tři miniatury čerpal z cyklu fresek Mistra Litoměřického oltáře ve Svatováclavské kapli Svatovítské katedrály v Praze. Dále je mu připisováno několik desítek iluminací, které se nacházejí v liturgických knihách (graduálech) ze 70. let 16. století. Z nich je nejdůležitější dvoudílný Graduál týnského kůru zvaný Křížovnický (Národní knihovna, Praha), jehož většinu miniatur namaloval v letech 1575–1592. Předchází jim jeho iluminace v Graduálu Sixta z Ottersdorfu (1573). Asi o dva roky později vyzdobil Graduál Magdaleny od Zlaté hvězdy a Graduál literátského bratrstva sv. Havla na Starém Městě pražském. Oba jsou datováné rokem 1576.
Mezi léty 1580 až 1583 vznikl dvoudílný tzv. Lomnický graduál s jeho iluminacemi. Vyzdobil 1. díl graduálu, jehož autorem byl Jan Kantor, zv. Starý (1531/32?–1582), pražský měšťan a majitel písařské dílny. Graduál vznikl na objednávku Elišky z Martinic, vdovy po Václavovi z Valdštejna, a literárního bratrstva při kůru kostela sv. Mikuláše v Lomnici nad Popelkou.

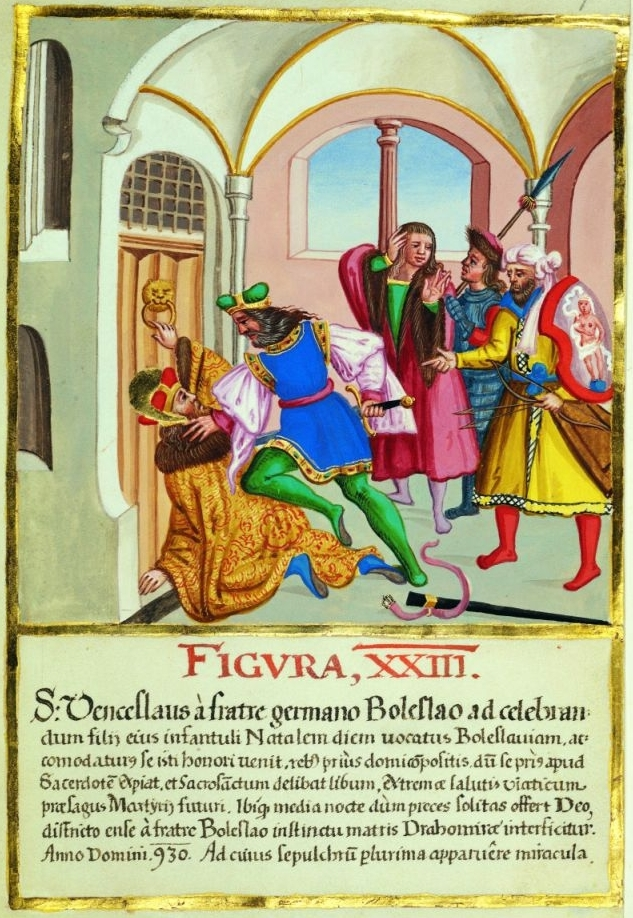
Zavraždění sv. Václava bratrem Boleslavem. Miniatura z kodexu Historické obrazy života a umučení svatého Václava, knížete českého (1585, Codex Ser. n. 2633, Rakouská národní knihovna, Vídeň).

V červenci 1585 se znovu připomněl svému mecenáši arcivévodovi Ferdinandovi II. Tyrolskému. Zaslal mu nevelký kodex tvořený 33 listy pergamenu (22,6 x 15,8 cm), který napsal a miniaturami vyzdobil jako dar do arcivévodovy knihovny na zámku Ambras. Kodex je na druhém listu nadepsán jako Icones Historici Vitam, et Martyrium Sancti Venceslai, Principis Boemieae, designantes (Historické obrazy života a umučení svatého Václava, knížete českého). Nadpis se vztahuje ke 24 miniaturám zobrazujícím výjevy ze života a umučení sv. Václava, z nichž každou doprovází latinský výklad vyobrazení. Ve výkladu vycházel z legend a dobových kronik, především z kroniky olomouckého biskupa Jana Dubraviuse Historiae regni Boiemiae (1552). Přes řadu historických nepřesností se mu podařilo zdůraznit především nadnárodní význam sv. Václava.
Miniatury námětově čerpají z cyklu fresek ve Svatováclavské kapli Svatovítské katedrály v Praze, který byl dokončen před rokem 1509. Za autora většiny fresek je považován neznámý malíř nazývaný podle mu připisovanému křídlovému oltáři určenému pro kapitulní kostel v Litoměřicích jako Mistr Litoměřického oltáře. Sekvence miniatur v kodexu však neodpovídá ani pořadí, ani velikosti fresek ve Svatováclavské kapli. Navíc jednotlivé miniatury vykazují drobné odchylky od freskového originálu. Příkladem může být 23. miniatura zobrazující „Zavraždění sv. Václava bratrem Boleslavem“, kde postava jednoho z přihlížejících vrahů má na hlavě turban, snad jako reflexi dobového ohrožení Evropy Turky. Tatáž postava pak má na štítě vyobrazenou postavu Venuše zdůrazňující jeho pohanství. Hutského kodex se stal předlohou pro asi nejkrásnější iluminovaný rukopis z konce 16. století nazvaný Život a utrpení svatého Václava (Rakouská národní knihovna, Vídeň). Tento rukopis byl nepochybně určen do sbírek císaře Rudolfa II. Habsburského. Iluminace z Hutského kodexu posloužily i jako předloha pro neúplně dochovaný obrazový cyklus o životě a umučení svatého Václava (zhotovený mezi léty 1590 a 1600).
Hutský byl autorem kresebných předloh pro dřevoryty řady tiskáren (včetně ivančicko-kralické tiskárny Jednoty bratrské).

## Umělecko-historický význam díla Matyáše Hutského
Vynález knihtisku předznamenal postupný ústup knižních iluminací a jejich náhradu knižními dřevořezy, později i kolorovanými. Proto se od konce 15. století knižní malba přesunula k výzdobě modlitebních a liturgických knih (graduálů a kancionálů). Vznikající literátská bratrstva potřebovala velké zpěvníky, na což reagovaly některé řemeslné dílny. Pracoval i pro nejznámější iluminátorské dílny Matouše Ornyse z Lindperka a Jana Kantora. Miniatury vzniklé v těchto dílnách se staly vrcholem domácí měšťanské malby v období pozdní renesance v Čechách.

## Výstavy rukopisů Matyáše Hutského v Česku
- 2010 Výstava Kníže Václav – světec a panovník. Národní muzeum Praha ve spolupráci s Rakouskou národní knihovnou. Doba konání: 23. březen – 2. květen 2010. Komisařka výstavy: Marta Vaculinová
- 2013 Výstava Sv. Václav ve středověkém komiksu. Národní knihovna Praha ve spolupráci s rakouským nakladatelstvím ADEVA. Doba konání: 7. březen – 13. duben 2013. Kurátoři výstavy: Zdeněk Uhlíř, Irena Mrňáková, Miroslava Hejnová a Zuzana Hochmalová